# Trambesòs
Pour le réseau de tramway dans le sud-ouest de Barcelone: voir Trambaix.
Trambesòs est un réseau de tramway qui dessert le nord-est de Barcelone ainsi que les villes de Sant Adrià de Besòs et Badalone. Il est constitué de trois lignes avec la ligne T4, ligne ouverte en 2004, la ligne T5 ouverte en 2006 puis la ligne T6 ouverte en 2008. Il représente l'un des deux principaux réseaux de tramway de l'agglomération de Barcelone avec le Trambaix.

## Lignes
Voir ci-dessous.
| Ligne                                                                              | Caractéristiques                                 | Caractéristiques   | Caractéristiques                              | Caractéristiques                           | Caractéristiques | Caractéristiques | Image | Carte |
| ---------------------------------------------------------------------------------- | ------------------------------------------------ | ------------------ | --------------------------------------------- | ------------------------------------------ | ---------------- | ---------------- | ----- | ----- |
|                                                                                    | Verdaguer ↔ Estació de Sant Adrià                |                    |                                               |                                            |                  |                  |       |       |
| Ouverture Inaugurations des extensions 8 mai 2004 14 juillet 2004 10 novembre 2024 | Longueur / Temps de parcours 6,458 km / 23 min   | Nombre d'arrêts 13 | Jours de fonctionnement L, Ma, Me, J, V, S, D | Temps d'attente en heures de pointe 8 min  |                  |                  |       |       |
| - Remarque :                                                                       |                                                  |                    |                                               |                                            |                  |                  |       |       |
|                                                                                    | Ciutadella-Vila Olímpica ↔ Gorg                  |                    |                                               |                                            |                  |                  |       |       |
| Ouverture Inaugurations des extensions 14 octobre 2006 6 mai 2007 8 septembre 2007 | Longueur / Temps de parcours 6,993 km / 22 min   | Nombre d'arrêts 13 | Jours de fonctionnement L, Ma, Me, J, V, S, D | Temps d'attente en heures de pointe 16 min |                  |                  |       |       |
| - Remarque :                                                                       |                                                  |                    |                                               |                                            |                  |                  |       |       |
|                                                                                    | Ciutadella-Vila Olímpica ↔ Estació de Sant Adrià |                    |                                               |                                            |                  |                  |       |       |
| Ouverture Modification de desserte 16 juin 2008 20 février 2012                    | Longueur / Temps de parcours 5,8 km / 20 min     | Nombre d'arrêts 11 | Jours de fonctionnement L, Ma, Me, J, V, S, D | Temps d'attente en heures de pointe 16 min |                  |                  |       |       |
| - Remarques :                                                                      |                                                  |                    |                                               |                                            |                  |                  |       |       |

## Matériel roulant

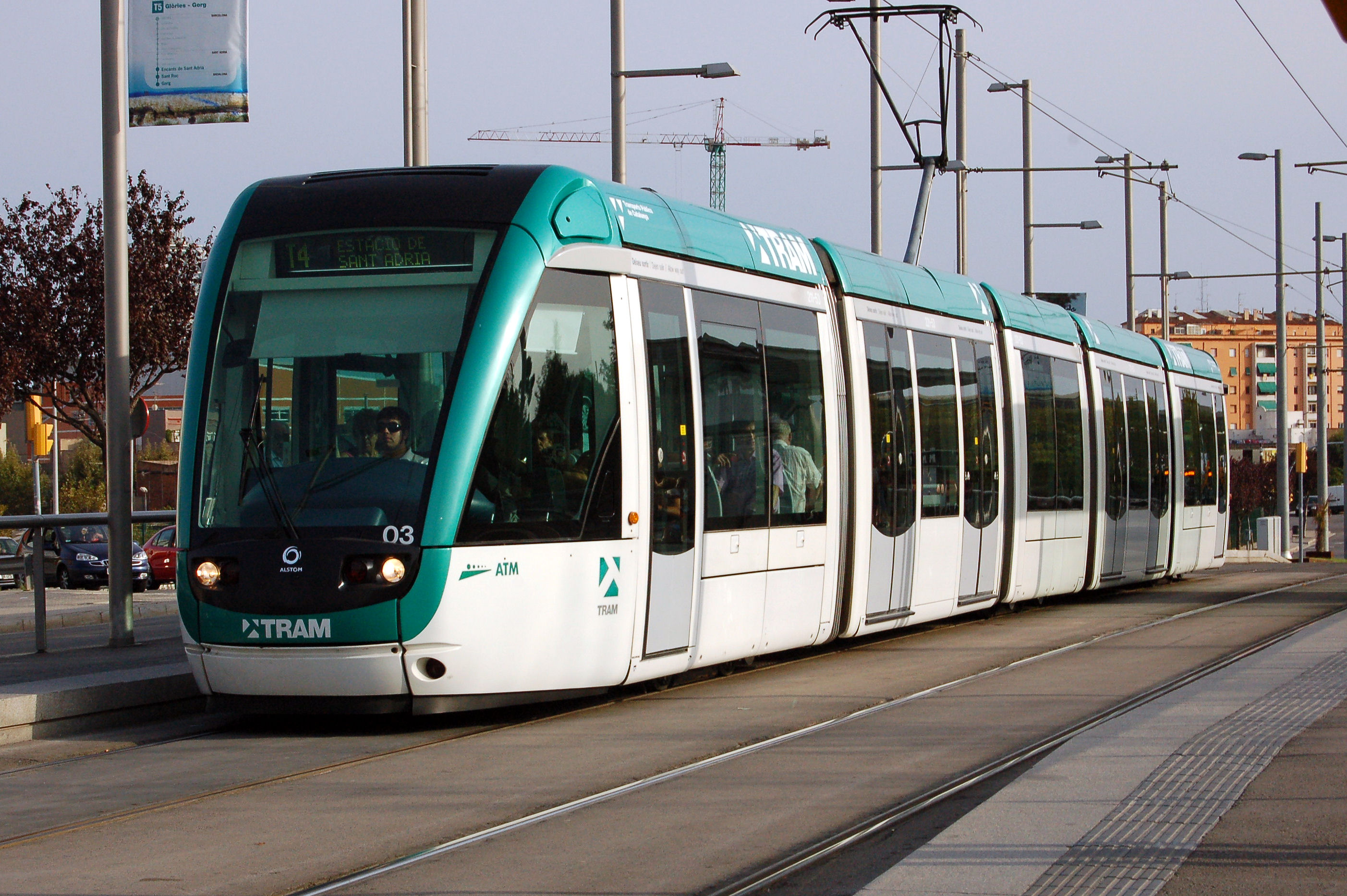
Ligne T4

Il y a 18 rames Alstom Citadis 302 en configuration 5 caisses et à plancher plat intégral. Ces rames de 32,7m et 2,65 m peuvent transporter 265 voyageurs dont 48 places assises.

## Projet de connexion avec Trambaix
En décembre 2020, la maire de Barcelone Ada Colau annonce être parvenu à un accord au sein du conseil municipal pour engager la connexion entre Trambesòs et le réseau Trambaix. Le projet, prévu pour se dérouler en deux phases, doit voir la création de six stations le long de l'avenue Diagonale, qui serait totalement reconfigurée.
Le projet de connexion, qui prévoit un investissement total de 117 millions d'euros — dont 56 dédiés à la requalification de l'espace public de l'avenue Diagonale — et repose sur une convention entre la Ville de Barcelone et l'Autorité du transport métropolitain en qualité de maître d'œuvre, est adopté par le conseil municipal le 23 décembre par 28 voix sur 41.
La première phase, comprenant le réaménagement de la station Gloriès et la construction de trois stations, initialement programmée pour s'achever dans la deuxième moitié de 2023. Les travaux de prolongement entre la station Glòries du Trambesòs et le passeig de Sant Joan, au niveau de la station Verdaguer, commencent en mars 2022. Au mois de juillet suivant, le conseil municipal lance la procédure d'appel d'offres pour la réalisation de la deuxième phase qui doit permettre une mise en service en 2026. Le prolongement à la station Verdaguer est finalement inaugurée le 10 novembre 2024.